# Stiglic
Stiglic je priimek več znanih Slovencev:
- Bruno Stiglic (1931 - 2017), elektronik, informatik, univ. profesor in gospodarstvenik